# Heinrich Brauer (Kunsthistoriker)
Heinrich Hartmann Brauer, Rufname Heinz, (* 12. Januar 1900 in Heidelberg; † 27. August 1981 in Berlin) war ein deutscher Kunsthistoriker.

## Leben
Heinrich Brauer war der Sohn des Mediziners Ludolph Brauer, seine Schwester war die Kunsthistorikerin Elisabeth Brauer (* 1902), die 1935 den Kunsthistoriker Ludwig Heinrich Heydenreich heiratete. Er studierte Kunstgeschichte in München, Halle, Göttingen und Hamburg, wo er am 9. Juni 1928 bei Erwin Panofsky promoviert wurde. Von 1928 bis 1930 war er als Stipendiat an der Bibliotheca Hertziana in Rom tätig und bearbeitete dort mit Rudolf Wittkower den Katalog der Zeichnungen Berninis. Von 1930 bis 1934 arbeitete er als Volontär-Assistent von Gustav Pauli an der Kunsthalle Hamburg. Von 1934 bis 1939 war er bei der Inventarisation der Kunstdenkmäler von Schleswig-Holstein tätig. Ab 1940 war er Assistent an der Nationalgalerie in Berlin, von 1941 bis Januar 1946 jedoch im Kriegsdienst und in Gefangenschaft. Die Jahre 1948 bis 1956 verbrachte er am Kunstgutlager Schloss Celle, dem Auslagerungsort der Berliner Museen. Ab 1956 war er wieder bei der Nationalgalerie tätig, im Westteil des nun geteilten Berlin, wo sie 1959 Ausstellungsräume im Schloss Charlottenburg bezog. Er trat zum 1. Juli 1967 in den Ruhestand.

## Veröffentlichungen (Auswahl)
- Eine Sammlung von Handzeichnungen Berninis. Dissertation Hamburg 1928.
- mit Rudolf Wittkower: Zeichnungen des Gianlorenzo Bernini (= Römische Forschungen der Bibliotheca Hertziana 9-10). H. Keller, Berlin 1931. Neuauflage Hirmer, München 1998, ISBN 3-7774-7700-1.
- mit Wolfgang Scheffler, Hans Weber: Die Kunstdenkmäler der Provinz Schleswig-Holstein
  - Band 1: Die Kunstdenkmäler des Kreises Husum. Deutscher Kunstverlag, Berlin 1939.
  - Band 2: Die Kunstdenkmäler des Kreises Pinneberg. Deutscher Kunstverlag, Berlin 1939.
  - Band 3: Die Kunstdenkmäler des Kreises Südtondern. Deutscher Kunstverlag, Berlin 1939.
- Verzeichnis der Gemälde und Bildwerke der Nationalgalerie Berlin in der Orangerie des Schlosses Charlottenburg. Staatliche Museen Berlin – Stiftung Preussischer Kulturbesitz, Berlin 1966.